# Michael Smith (šipkař)
Michael Smith (* 18. září 1990 St Helens) je anglický profesionální hráč šipek hrající na turnajích pořádaných organizací Professional Darts Corporation. V roce 2013 se stal mistrem světa PDC do 21 let a od té doby vyhrál jedenáct titulů kategorie PDC Pro Tour a šest turnajů série European Tour. Svůj první titul z major turnaje získal v roce 2022, kdy ovládl Grand Slam of Darts. Do té doby neuspěl v osmi finálových zápasech – na mistrovství světa (2019 a 2022), Premier League (2018), World Series of Darts Finals (2018), World Matchplay (2019), The Masters (2020), mistrovství Evropy (2022) a UK Open (2022). V roce 2023 se stal mistrem světa a díky titulu se zároveň dostal na první místo světového šipkařského žebříčku. Odsud ho sesadil až Luke Humphries ziskem vlastního triumfu světového šampiona. Právě s ním pak ovládl také World Cup of Darts v roce 2024.

## Výsledky na mistrovství světa

### PDC
- 2012: První kolo (porazil ho Co Stompé 0–3)
- 2013: První kolo (porazil ho Raymond van Barneveld 0–3)
- 2014: Třetí kolo (porazil ho Peter Wright 3–4)
- 2015: Třetí kolo (porazil ho Stephen Bunting 2–4)
- 2016: Čtvrtfinále (porazil ho Raymond van Barneveld 4–5)
- 2017: Třetí kolo (porazil ho James Wade 3–4)
- 2018: Druhé kolo (porazil ho Rob Cross 3–4)
- 2019: Finalista (porazil ho Michael van Gerwen 3–7)
- 2020: Druhé kolo (porazil ho Luke Woodhouse 1–3)
- 2021: Druhé kolo (porazil ho Jason Lowe 1–3)
- 2022: Finalista (porazil ho Peter Wright 5–7)[3]
- 2023: Vítěz (porazil Michaela van Gerwena 7–4)
- 2024: Osmifinále (porazil ho Chris Dobey 0–4)
- 2025: Druhé kolo (porazil ho Kevin Doets 2–3)

## Finálové zápasy

### Major turnaje PDC: 11 (2 tituly)
| Legenda                            |
| ---------------------------------- |
| Mistrovství světa (1–2)            |
| World Matchplay (0–1)              |
| Premier League (0–1)               |
| Mistrovství Evropy (0–1)           |
| UK Open (0–1)                      |
| The Masters (0–1)                  |
| Grand Slam of Darts (1–0)          |
| World Series of Darts Finals (0–2) |

| Výsledek  | No. | Rok  | Turnaj                           | Soupeř             | Skóre     |
| --------- | --- | ---- | -------------------------------- | ------------------ | --------- |
| Finalista | 1.  | 2018 | Premier League Darts             | Michael van Gerwen | 4–11 (l)  |
| Finalista | 2.  | 2018 | World Series of Darts Finals     | James Wade         | 10–11 (l) |
| Finalista | 3.  | 2019 | Mistrovství světa                | Michael van Gerwen | 3–7 (s)   |
| Finalista | 4.  | 2019 | World Matchplay                  | Rob Cross          | 13–18 (l) |
| Finalista | 5.  | 2020 | The Masters                      | Peter Wright       | 10–11 (l) |
| Finalista | 6.  | 2022 | Mistrovství světa                | Peter Wright       | 5–7 (s)   |
| Finalista | 7.  | 2022 | UK Open                          | Danny Noppert      | 10–11 (l) |
| Finalista | 8.  | 2022 | Mistrovství Evropy               | Ross Smith         | 8–11 (l)  |
| Vítěz     | 1.  | 2022 | Grand Slam of Darts              | Nathan Aspinall    | 16–5 (l)  |
| Vítěz     | 2.  | 2023 | Mistrovství světa                | Michael van Gerwen | 7–4 (s)   |
| Finalista | 9.  | 2024 | World Series of Darts Finals (2) | Luke Littler       | 4–11 (l)  |

### Světová série PDC: 5 (3 tituly)
| Legenda                     |
| --------------------------- |
| World Series of Darts (3–2) |

| Výsledek  | No. | Rok  | Turnaj                  | Soupeř             | Skóre    |
| --------- | --- | ---- | ----------------------- | ------------------ | -------- |
| Vítěz     | 1.  | 2018 | Shanghai Darts Masters  | Rob Cross          | 8–2 (l)  |
| Finalista | 1.  | 2018 | Melbourne Darts Masters | Peter Wright       | 8–11 (l) |
| Finalista | 2.  | 2019 | US Darts Masters        | Nathan Aspinall    | 4–8 (l)  |
| Vítěz     | 2.  | 2022 | US Darts Masters        | Michael van Gerwen | 8–4 (l)  |
| Vítěz     | 3.  | 2023 | Bahrain Darts Masters   | Gerwyn Price       | 8–6 (l)  |

### Týmové turnaje PDC: 2 (1 titul)
| Výsledek  | No. | Rok  | Turnaj             | Tým    | Spoluhráč      | Soupeři                                           | Skóre    |
| --------- | --- | ---- | ------------------ | ------ | -------------- | ------------------------------------------------- | -------- |
| Finalista | 1.  | 2020 | World Cup of Darts | Anglie | Rob Cross      | Wales – Gerwyn Price a Jonny Clayton              | 0–3 (z)  |
| Vítěz     | 1.  | 2024 | World Cup of Darts | Anglie | Luke Humphries | Rakousko – Mensur Suljović a Rowby-John Rodriguez | 10–6 (l) |

## Výsledky na turnajích

### PDC
| Turnaj                          | 2009              | 2010              | 2011              | 2012              | 2013              | 2014              | 2015              | 2016              | 2017              | 2018              | 2019 | 2020        | 2021        | 2022        | 2023        | 2024        | 2025        |
| ------------------------------- | ----------------- | ----------------- | ----------------- | ----------------- | ----------------- | ----------------- | ----------------- | ----------------- | ----------------- | ----------------- | ---- | ----------- | ----------- | ----------- | ----------- | ----------- | ----------- |
| Hodnocené televizní turnaje     |                   |                   |                   |                   |                   |                   |                   |                   |                   |                   |      |             |             |             |             |             |             |
| Mistrovství světa               | Nekvalifikoval se | Nekvalifikoval se | Nekvalifikoval se | 1R                | 1R                | 3R                | 3R                | QF                | 3R                | 2R                | F    | 2R          | 2R          | F           | W           | 4R          | 2R          |
| World Masters                   | Nekonalo se       | Nekonalo se       | Nekonalo se       | Nekonalo se       | Nekvalifikoval se | Nekvalifikoval se | Nekvalifikoval se | QF                | 1R                | 1R                | QF   | F           | 1R          | QF          | SF          | 2R          | 1R          |
| UK Open                         | 1R                | 4R                | 4R                | 3R                | 3R                | 3R                | 3R                | 4R                | 5R                | 5R                | SF   | 5R          | 5R          | F           | 5R          | 5R          | QF          |
| World Matchplay                 | Nekvalifikoval se | Nekvalifikoval se | Nekvalifikoval se | 1R                | DNQ               | 2R                | 1R                | 2R                | 1R                | 2R                | F    | SF          | QF          | 2R          | 2R          | SF          |             |
| World Grand Prix                | Nekvalifikoval se | Nekvalifikoval se | Nekvalifikoval se | 1R                | DNQ               | 1R                | 2R                | 1R                | 1R                | 1R                | 2R   | 1R          | 1R          | 1R          | SF          | 1R          |             |
| Mistrovství Evropy              | Nekvalifikoval se | Nekvalifikoval se | Nekvalifikoval se | Nekvalifikoval se | Nekvalifikoval se | 1R                | 2R                | 1R                | QF                | 2R                | SF   | 2R          | 1R          | F           | 2R          | 2R          |             |
| Grand Slam of Darts             | Nekvalifikoval se | Nekvalifikoval se | Nekvalifikoval se | Nekvalifikoval se | RR                | QF                | SF                | DNQ               | 2R                | 2R                | QF   | QF          | SF          | W           | RR          | RR          |             |
| Players Championship Finals     | Nekvalifikoval se | Nekvalifikoval se | Nekvalifikoval se | 2R                | 1R                | 1R                | 2R                | 1R                | 1R                | 2R                | 3R   | QF          | 2R          | 1R          | 1R          | 2R          |             |
| Nehodnocené televizní turnaje   |                   |                   |                   |                   |                   |                   |                   |                   |                   |                   |      |             |             |             |             |             |             |
| Premier League Darts            | Nezúčastnil se    | Nezúčastnil se    | Nezúčastnil se    | Nezúčastnil se    | Nezúčastnil se    | Nezúčastnil se    | Nezúčastnil se    | 10.               | DNP               | F                 | 7.   | 7.          | DNP         | 6.          | SF          | SF          | DNP         |
| World Cup of Darts              | NH                | DNQ               | NH                | Nekvalifikoval se | Nekvalifikoval se | Nekvalifikoval se | Nekvalifikoval se | Nekvalifikoval se | Nekvalifikoval se | Nekvalifikoval se | 2R   | F           | DNQ         | SF          | QF          | W           |             |
| World Series of Darts Finals    | Nekonalo se       | Nekonalo se       | Nekonalo se       | Nekonalo se       | Nekonalo se       | Nekonalo se       | 1R                | 1R                | 1R                | F                 | 1R   | QF          | 1R          | QF          | 2R          | F           |             |
| Bývalé televizní turnaje        |                   |                   |                   |                   |                   |                   |                   |                   |                   |                   |      |             |             |             |             |             |             |
| Champions League of Darts       | Nekonalo se       | Nekonalo se       | Nekonalo se       | Nekonalo se       | Nekonalo se       | Nekonalo se       | Nekonalo se       | RR                | DNQ               | DNQ               | SF   | Nekonalo se | Nekonalo se | Nekonalo se | Nekonalo se | Nekonalo se | Nekonalo se |
| Statistika                      |                   |                   |                   |                   |                   |                   |                   |                   |                   |                   |      |             |             |             |             |             |             |
| Pořadí v žebříčku na konci roku | –                 | –                 | 62                | 38                | 32                | 22                | 8                 | 11                | 13                | 10                | 4    | 7           | 5           | 1           | 3           | 2           |             |

| Legenda | Legenda | Legenda | Legenda        | Legenda | Legenda           | Legenda | Legenda     | Legenda | Legenda   |
| ------- | ------- | ------- | -------------- | ------- | ----------------- | ------- | ----------- | ------- | --------- |
| #R      | kolo    | QF      | čtvrtfinále    | SF      | semifinále        | F       | finalista   | W       | vítěz     |
| RR      | skupina | DNP     | nezúčastnil se | DNQ     | nekvalifikoval se | NH      | nekonalo se | WD      | odstoupil |

## Zakončení devíti šipkami
Seznam televizních zakončení legů devítkou, tedy nejnižším možným množstvím šipek.
| Datum          | Soupeř             | Turnaj            | Způsob                          |
| -------------- | ------------------ | ----------------- | ------------------------------- |
| 27. února 2020 | Daryl Gurney       | Premier League    | 3 × T20; 3 × T20; T20, T19, D12 |
| 5. března 2022 | Mensur Suljović    | UK Open           | 3 × T20; 3 × T20; T20, T19, D12 |
| 3. ledna 2023  | Michael van Gerwen | Mistrovství světa | 3 × T20; 3 × T20; T20, T19, D12 |